# Vietnam ai Giochi della XXXII Olimpiade
Il Vietnam ha partecipato ai Giochi della XXXII Olimpiade, che si sono svolti a Tokyo, Giappone, dal 23 luglio all'8 agosto 2021 (inizialmente previsti dal 24 luglio al 9 agosto 2020 ma posticipati per la pandemia di COVID-19) con diciotto atleti, otto uomini e dieci donne.
Si è trattata della sedicesima partecipazione di questo paese ai Giochi estivi. Nessun atleta ha vinto medaglie.

## Delegazione
| Sport             | Uomini | Donne | Totale |
| ----------------- | ------ | ----- | ------ |
| Atletica leggera  | 0      | 1     | 1      |
| Badminton         | 1      | 1     | 2      |
| Canottaggio       | 0      | 2     | 2      |
| Ginnastica        | 2      | 0     | 2      |
| Judo              | 0      | 1     | 1      |
| Nuoto             | 1      | 1     | 2      |
| Pugilato          | 1      | 1     | 2      |
| Sollevamento pesi | 1      | 1     | 2      |
| Taekwondo         | 0      | 1     | 1      |
| Tiro              | 1      | 0     | 1      |
| Tiro con l'arco   | 1      | 1     | 2      |
| Totale            | 8      | 10    | 18     |

## Risultati

### Atletica leggera
| Q | Qualificato al turno successivo per la posizione in qualificazione                                                           |
| q | Qualificato per il turno successivo per ripescaggio o, negli eventi su campo, conquistando la misura minima per qualificarsi |

Femminile
Eventi su pista e strada
| Atleta        | Evento         | Batteria  | Batteria  | Semifinale | Semifinale | Finale          | Finale          |
| Atleta        | Evento         | Risultato | Posizione | Risultato  | Posizione  | Risultato       | Posizione       |
| ------------- | -------------- | --------- | --------- | ---------- | ---------- | --------------- | --------------- |
| Quách Thị Lan | 400 m ostacoli | 55"71     | 4ª Q      | 56"78      | 6ª         | non qualificata | non qualificata |

### Canottaggio
| FA   | Qualificato in finale A (per le medaglie)     |
| FB   | Qualificato in finale B (non per le medaglie) |
| FC   | Qualificato in finale C (non per le medaglie) |
| FD   | Qualificato in finale D (non per le medaglie) |
| FE   | Qualificato in finale E (non per le medaglie) |
| FF   | Qualificato in finale F (non per le medaglie) |
| SA/B | Semifinali A/B                                |
| SC/D | Semifinali C/D                                |
| SE/F | Semifinali E/F                                |
| QF   | Qualificato ai quarti di finale               |
| R    | Ripescaggio                                   |

Femminile
| Atleta                      | Evento                   | Batteria | Batteria  | Ripescaggio | Ripescaggio | Semifinali | Semifinali | Finale  | Finale    |
| Atleta                      | Evento                   | Tempo    | Posizione | Tempo       | Posizione   | Tempo      | Posizione  | Tempo   | Posizione |
| --------------------------- | ------------------------ | -------- | --------- | ----------- | ----------- | ---------- | ---------- | ------- | --------- |
| Đinh Thị Hảo Lường Thị Thảo | 2 di coppia pesi leggeri | 7'36"21  | 4ª R      | 7'53"69     | 5ª FC       | N.D.       | N.D.       | 7'19"05 | 15ª       |

### Nuoto
| Atleta              | Gara                             | Batterie | Batterie | Semifinali      | Semifinali      | Finale          | Finale          |
| Atleta              | Gara                             | Tempo    | Pos.     | Tempo           | Pos.            | Tempo           | Pos.            |
| ------------------- | -------------------------------- | -------- | -------- | --------------- | --------------- | --------------- | --------------- |
| Nguyễn Huy Hoàng    | 800 metri stile libero maschili  | 7'54"16  | 20°      | non qualificato | non qualificato | non qualificato | non qualificato |
| Nguyễn Huy Hoàng    | 1500 metri stile libero maschili | 15'00"24 | 12°      | non qualificato | non qualificato | non qualificato | non qualificato |
| Nguyễn Thị Ánh Viên | 200 metri stile libero femminili | 2'05"30  | 26ª      | non qualificata | non qualificata | non qualificata | non qualificata |
| Nguyễn Thị Ánh Viên | 100 metri farfalla maschili      | 9'03"56  | 30ª      | non qualificata | non qualificata | non qualificata | non qualificata |

### Sollevamento pesi
| Atleta          | Evento          | Strappo   | Strappo    | Slancio   | Slancio    | Totale | Classifica |
| Atleta          | Evento          | Risultato | Classifica | Risultato | Classifica | Totale | Classifica |
| --------------- | --------------- | --------- | ---------- | --------- | ---------- | ------ | ---------- |
| Thạch Kim Tuấn  | 81 kg maschile  | 126       | 8°         | 153       | DNF        | -      | DNF        |
| Hoàng Thị Duyên | 59 kg femminile | 95        | 5ª         | 113       | 5ª         | 208    | 5ª         |

### Tiro a segno/volo
| Atleta          | Evento                                   | Qualificazione | Qualificazione | Finale          | Finale          |
| Atleta          | Evento                                   | Punteggio      | Classifica     | Punteggio       | Classifica      |
| --------------- | ---------------------------------------- | -------------- | -------------- | --------------- | --------------- |
| Hoàng Xuân Vinh | Pistola 10 metri aria compressa maschile | 573            | 22°            | non qualificato | non qualificato |

### Tiro con l'arco
| Atleta              | Evento                | Round di qualificazione | Round di qualificazione | 32-esimi                  | 16-esimi                  | Ottavi                    | Quarti                    | Semifinali                | Finale/ Finale per il bronzo | Pos.            |
| Atleta              | Evento                | Punteggio               | Seed                    | Avversario Seed Punteggio | Avversario Seed Punteggio | Avversario Seed Punteggio | Avversario Seed Punteggio | Avversario Seed Punteggio | Avversario Seed Punteggio    | Pos.            |
| ------------------- | --------------------- | ----------------------- | ----------------------- | ------------------------- | ------------------------- | ------------------------- | ------------------------- | ------------------------- | ---------------------------- | --------------- |
| Nguyễn Hoàng Phi Vũ | individuale maschile  | 647                     | 53°                     | Tang C-c (TPE) P (1-7)    | non qualificato           | non qualificato           | non qualificato           | non qualificato           | non qualificato              | non qualificato |
| Đỗ Thị Ánh Nguyệt   | individuale femminile | 628                     | 49ª                     | R. Hayakawa (JPN) P (5-6) | non qualificata           | non qualificata           | non qualificata           | non qualificata           | non qualificata              | non qualificata |

Misti
| Atleta                                | Evento        | Round di qualificazione | Round di qualificazione | 32-esimi                  | 16-esimi                  | Ottavi                    | Quarti                    | Semifinali                | Finale/ Finale per il bronzo | Pos.            |
| Atleta                                | Evento        | Punteggio               | Seed                    | Avversario Seed Punteggio | Avversario Seed Punteggio | Avversario Seed Punteggio | Avversario Seed Punteggio | Avversario Seed Punteggio | Avversario Seed Punteggio    | Pos.            |
| ------------------------------------- | ------------- | ----------------------- | ----------------------- | ------------------------- | ------------------------- | ------------------------- | ------------------------- | ------------------------- | ---------------------------- | --------------- |
| Nguyễn Hoàng Phi Vũ Đỗ Thị Ánh Nguyệt | Squadre miste | 1275                    | 23º                     | N.D.                      | N.D.                      | non qualificati           | non qualificati           | non qualificati           | non qualificati              | non qualificati |